# Лінден (Альберта)
Лінден (англ. Linden) — село в Канаді, у провінції Альберта, у складі муніципального району Нігілл.

## Населення
За даними перепису 2016 року, село нараховувало 828 осіб, показавши зростання на 14,2%, порівняно з 2011-м роком. Середня густина населення становила 321,5 осіб/км².
З офіційних мов обидвома одночасно володіли 20 жителів, тільки англійською — 805, а 5 — жодною з них. Усього 205 осіб вважали рідною мовою не одну з офіційних, з них 10 — українську.
Працездатне населення становило 425 осіб (65,4% усього населення), рівень безробіття — 7,1% (10,4% серед чоловіків та 0% серед жінок). 84,7% осіб були найманими працівниками, а 14,1% — самозайнятими.
Середній дохід на особу становив $38 466 (медіана $33 664), при цьому для чоловіків — $48 744, а для жінок $27 471 (медіани — $45 781 та $24 576 відповідно).
26,2% мешканців мали закінчену шкільну освіту, не мали закінченої шкільної освіти — 32,3%, 41,5% мали післяшкільну освіту, з яких 16,7% мали диплом бакалавра, або вищий.
| Статево-вікова структура населення | Статево-вікова структура населення | Статево-вікова структура населення | Статево-вікова структура населення | Статево-вікова структура населення |
| ---------------------------------- | ---------------------------------- | ---------------------------------- | ---------------------------------- | ---------------------------------- |
|                                    |                                    |                                    |                                    |                                    |
| Всього                             | Всього                             | 45,5%54,5%                         |                                    |                                    |
| 0 — 14 років                       | 0 — 14 років                       |                                    | 15,9%                              | 15,9%                              |
| 15 — 64 років                      | 15 — 64 років                      |                                    | 56,1%                              | 56,1%                              |
| 65 і більше                        | 65 і більше                        |                                    | 28%                                | 28%                                |
| 85 і більше                        | 85 і більше                        |                                    | 7,9%                               | 7,9%                               |
| 100 і більше                       | 100 і більше                       |                                    | 0,6%                               | 0,6%                               |
| Середній вік (років)               | Середній вік (років)               | 45,148,2                           | 46,8                               | 46,8                               |
| Медіана (років)                    | Медіана (років)                    | 44,649,4                           | 47,3                               | 47,3                               |
| — чоловіки — жінки                 |                                    |                                    |                                    |                                    |

| Походження мешканців:     | Походження мешканців:     | Походження мешканців: | Походження мешканців: | Походження мешканців: |
| ------------------------- | ------------------------- | --------------------- | --------------------- | --------------------- |
| Походження                |                           |                       | осіб                  | %                     |
| Корінні американці        | Корінні американці        |                       | 0                     | 0%                    |
| Інше північноамериканське | Інше північноамериканське |                       | 295                   | 35.76%                |
| Європейське               | Європейське               |                       | 640                   | 77.58%                |
| британське                | британське                |                       | 270                   | 32.73%                |
| французьке                | французьке                |                       | 50                    | 6.06%                 |
| українське                | українське                |                       | 30                    | 3.64%                 |
| Латинськоамериканське     | Латинськоамериканське     |                       | 30                    | 3.64%                 |
| Азійське                  | Азійське                  |                       | 75                    | 9.09%                 |

| Зайнятість населення за галузями (за класифікацією NOC): | Зайнятість населення за галузями (за класифікацією NOC): | Зайнятість населення за галузями (за класифікацією NOC): | Зайнятість населення за галузями (за класифікацією NOC): | Зайнятість населення за галузями (за класифікацією NOC): |
| -------------------------------------------------------- | -------------------------------------------------------- | -------------------------------------------------------- | -------------------------------------------------------- | -------------------------------------------------------- |
|                                                          |                                                          |                                                          |                                                          |                                                          |
| Управління                                               | Управління                                               |                                                          | 8,3%                                                     | 8,3%                                                     |
| Бізнес, фінанси та адміністрування                       | Бізнес, фінанси та адміністрування                       |                                                          | 9,5%                                                     | 9,5%                                                     |
| Природничі та прикладні науки                            | Природничі та прикладні науки                            |                                                          | 4,8%                                                     | 4,8%                                                     |
| Охорона здоров'я                                         | Охорона здоров'я                                         |                                                          | 15,5%                                                    | 15,5%                                                    |
| Освіта, правозахист, муніципальні та урядові служби      | Освіта, правозахист, муніципальні та урядові служби      |                                                          | 3,6%                                                     | 3,6%                                                     |
| Мистецтво, культура, відпочинок та спорт                 | Мистецтво, культура, відпочинок та спорт                 |                                                          | 3,6%                                                     | 3,6%                                                     |
| Роздрібна торгівля та послуги                            | Роздрібна торгівля та послуги                            |                                                          | 16,7%                                                    | 16,7%                                                    |
| Гуртова торгівля, транспорт та обладнання                | Гуртова торгівля, транспорт та обладнання                |                                                          | 27,4%                                                    | 27,4%                                                    |
| Природні ресурси, сільське господарство                  | Природні ресурси, сільське господарство                  |                                                          | 3,6%                                                     | 3,6%                                                     |
| Виробництво                                              | Виробництво                                              |                                                          | 7,1%                                                     | 7,1%                                                     |

## Клімат
Середня річна температура становить 3,2°C, середня максимальна – 22,3°C, а середня мінімальна – -19,1°C. Середня річна кількість опадів – 400 мм.
| Клімат поселення                              | Клімат поселення | Клімат поселення | Клімат поселення | Клімат поселення | Клімат поселення | Клімат поселення | Клімат поселення | Клімат поселення | Клімат поселення | Клімат поселення | Клімат поселення | Клімат поселення | Клімат поселення |
| Показник                                      | Січ.             | Лют.             | Бер.             | Квіт.            | Трав.            | Черв.            | Лип.             | Серп.            | Вер.             | Жовт.            | Лист.            | Груд.            |                  |
| Середній максимум, °C                         | −5,1             | −1,58            | 3,60             | 11,40            | 17,38            | 21,28            | 22,30            | 21,94            | 16,76            | 10,92            | 1,90             | −4,45            |                  |
| Середня температура, °C                       | −12,11           | −8,6             | −3,41            | 4,39             | 10,39            | 14,26            | 16,40            | 16,02            | 10,86            | 5,02             | −4               | −10,36           |                  |
| Середній мінімум, °C                          | −19,12           | −15,6            | −10,42           | −2,62            | 3,39             | 7,26             | 10,48            | 10,12            | 4,94             | −0,9             | −9,92            | −16,28           |                  |
| Норма опадів, мм                              | 16               | 12               | 18               | 23               | 48               | 75               | 67               | 54               | 44               | 15               | 14               | 14               |                  |
| Середньомісячна швидкість вітру, м/с          | 3.66             | 3.52             | 3.84             | 4.10             | 4.08             | 3.78             | 3.32             | 3.20             | 3.50             | 3.80             | 3.88             | 3.76             |                  |
| Середньомісячна сонячна радіація, кДж/м²·день | 3940             | 7391             | 12627            | 17293            | 20692            | 22008            | 23043            | 19422            | 13517            | 8132             | 4144             | 2962             |                  |
| --------------------------------------------- | ---------------- | ---------------- | ---------------- | ---------------- | ---------------- | ---------------- | ---------------- | ---------------- | ---------------- | ---------------- | ---------------- | ---------------- | ---------------- |
| Джерело:                                      |                  |                  |                  |                  |                  |                  |                  |                  |                  |                  |                  |                  |                  |